# 小行星1057
小行星1057（1057 Wanda）是一颗围绕太阳公转的小行星。1925年8月16日，格里戈里·沙因在克里米亚发现了此天体。
这颗小行星的绝对星等为11.02等。